# Diana Abgar
Diana Abgar (orm.) Դիանա Աբգար (ur. 12 października 1859 w Rangunie, zm. 8 lipca 1937 w Jokohamie) – ormiańska pisarka, dyplomata. Ambasador Demokratycznej Republiki Armenii w Japonii w latach 1918–1920. Pierwsza Ormianka mianowana ambasadorem i prawdopodobnie pierwsza kobieta na świecie pełniąca tę funkcję w czasach nowożytnych.

## Życiorys
Diana Anahit Aghabekian urodziła się w Rangunie, w Birmie Brytyjskiej (obecnie Mjanma), 12 października 1859. Jej ojcem był Ormianin, który wyemigrował do Azji Południowo-Wschodniej z Nou Dżolfy w Persji. Matka Awet pochodziła z rejonu Sziraz w Iranie. Diana była najmłodszym dzieckiem z siedmiorga rodzeństwa. Wychowywała się w Kalkucie, gdzie ukończyła szkołę katolicką. Nauczyła się płynnie ormiańskiego, angielskiego i hindustani. Wyszła za mąż za Abgara Mikajela Abgara, spadkobiercę rodu Abgar z Nou Dżolfy. Rodzina Abgar z powodzeniem zajmowała się handlem w całej Azji Południowo-Wschodniej, w szczególności lakierami szelakowymi. W 1891 wraz z mężem wyjechała do Japonii, by rozwijać rodzinny biznes. Mieli pięcioro dzieci, z których dwoje zmarło w dzieciństwie. W wieku 67 lat Diana poważnie chorowała, co doprowadziło do jej śmierci w 1937, w Jokohamie. Została pochowana na cmentarzu dla obcokrajowców obok swojego męża, który zmarł w 1906.

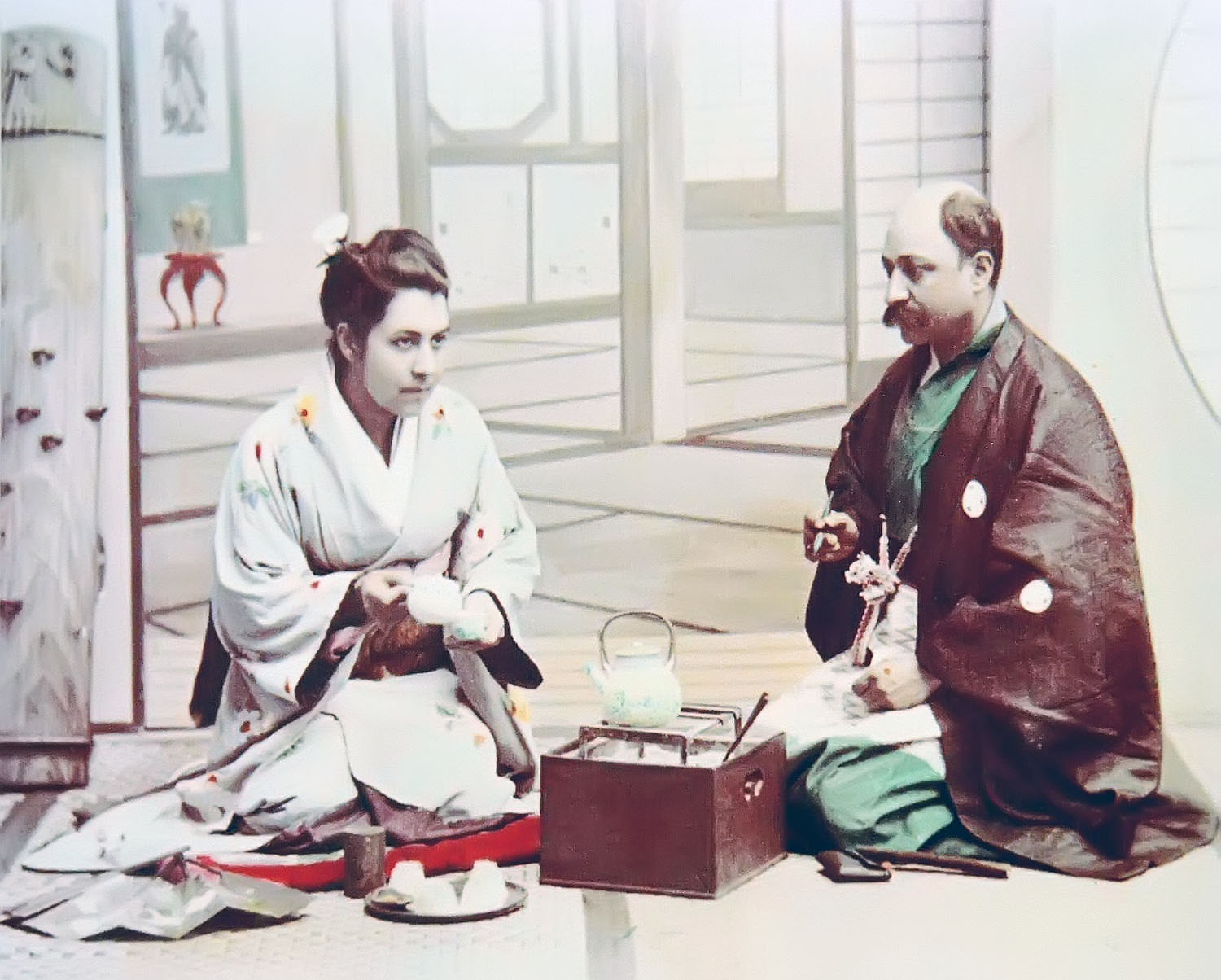
Diana Abgar w stroju japońskim

## Działalność dyplomatyczna
Gdy 28 maja 1918 Armenia odzyskała niepodległość. Demokratyczna Republika Armenii nie była uznawana na arenie międzynarodowej. Dzięki wysiłkom Diany Abgar, Japonia jako pierwszy kraj świata uznała w 1920 niepodległość nowej republiki. W uznaniu jej wysiłków Hamo Ohandżanian, pierwszy minister spraw zagranicznych, mianował ją w 1920 konsulem honorowym w Japonii. Stała się pierwszą Ormianką mianowaną na stanowisko dyplomatyczne i prawdopodobnie pierwszą kobietą na świecie w czasach nowożytnych. Po sowietyzacji Armenii w 1920 jej stanowisko zostało zlikwidowane.

## Twórczość
Po tym jak syn przejął prowadzenie biznesu w Japonii, Diana Abgar skoncentrowała się na pracy humanitarnej i karierze literackiej i dyplomatycznej. Zaczęła współpracę z licznymi dziennikami i magazynami, takimi jak: The Japan Advertiser, The Far East, The Japan Gazette i Armenia (później Nowa Armenia). Pisała o doli Ormian w Imperium Osmańskim, by zwrócić uwagę świata na ich los. Do 1920 napisała 9 książek o ludobójstwie Ormian. Napisała również wiele artykułów o stosunkach międzynarodowych i wpływie imperializmu na świat.